# Inschriften am Obersten Gericht (Warschau)

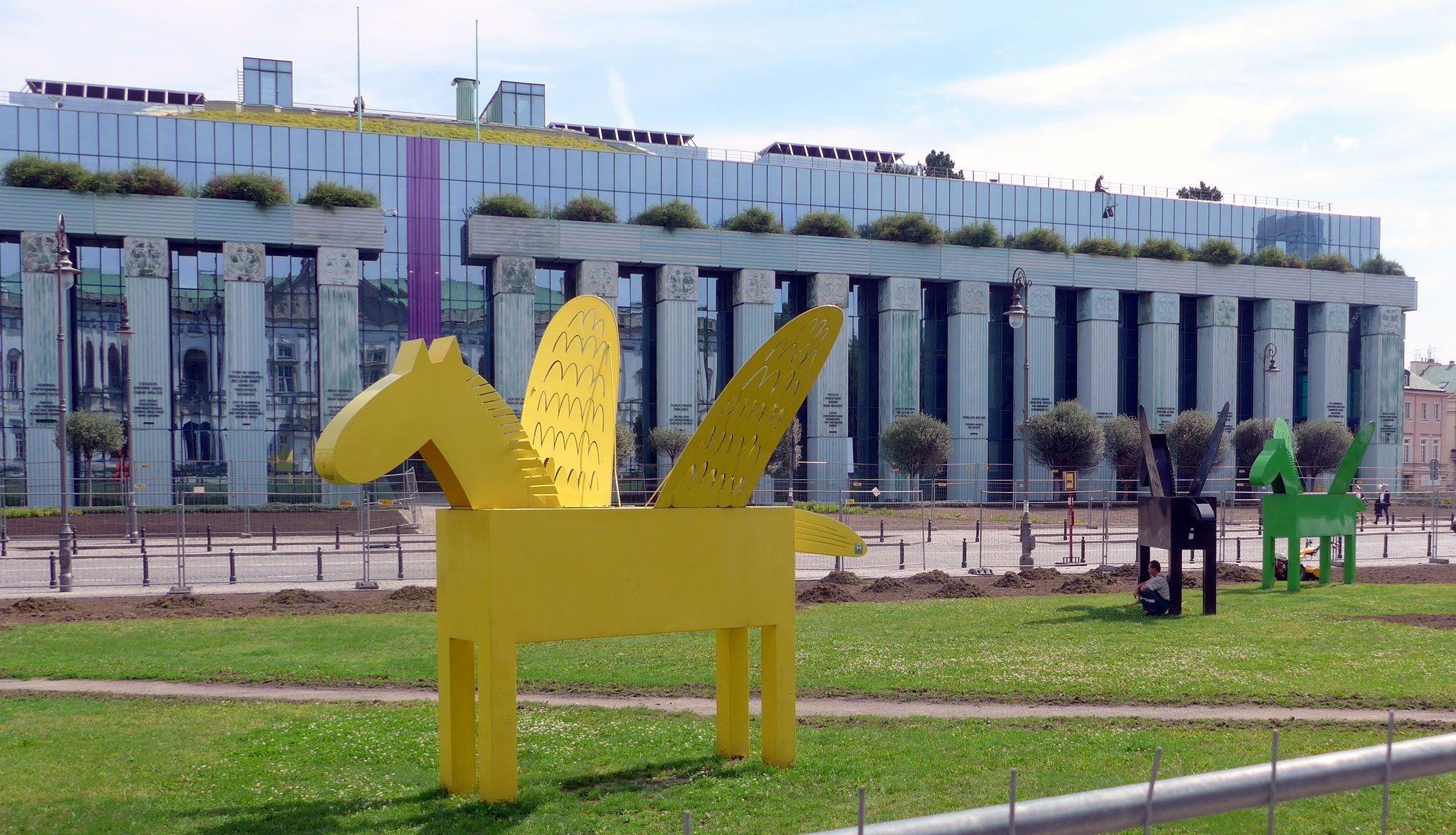
Das Oberste Gericht in Warschau

Am modernen Bau des Obersten Gerichts (polnisch Sąd Najwyższy) Polens in Warschau gegenüber dem Krasiński-Palast, heute Nationalbibliothek, sind 86 Inschriften zu lesen. Es sind lateinische Rechtssätze, vorwiegend römische, mit Quellenangaben sowie ihre polnische Übersetzung. Selbst dem nur Vorübergehenden fallen sie ins Auge. Denn die ehernen Lettern der Inschriften sind vorwiegend an den markanten mit der Waage der Iustitia geschmückten Stützpfeilern der gläsernen Außenfassade angebracht, einige wenige Inschriften befinden sich auf Pfeilern im Innenbereich des 1999 fertig gestellten Komplexes der Architekten Marek Budzyński und Zbigniew Badowski.

## Die Quellen der lateinischen Inschriften
Hauptquelle der ausgewählten lateinischen Inschriften ist die umfassende Kodifikation des Römischen Rechts, das sogenannte Corpus Iuris Civilis, das der oströmische Kaiser Justinian I. in der ersten Hälfte des 6. Jahrhunderts n. Chr. veranlasste. Insgesamt 73 Inschriften stammen direkt oder indirekt aus dem mehrteiligen Werk, dessen Einzelteile Institutionen, Digesten oder Pandekten und Codex Iustinianus auf den Stützpfeilern jeweils mit ihren Anfangsbuchstaben als I., D. und ad D. (Erläuterung zu) sowie C. und ad C. abgekürzt sind. Zu den übrigen Inschriften der insgesamt 86 Sentenzen gehört als älteste ein Ausschnitt aus dem Zwölftafelgesetz, der ersten Kodifikation des Römischen Rechts, aus der Mitte des 5. Jahrhunderts v. Chr., zwei Inschriften sind dem juristischen Lehrbuch des namhaften Juristen Gaius unter den römischen Kaisern des 2. Jahrhunderts n. Chr. entnommen, eine kleine Gruppe umfasst Zitate römischer Schriftsteller, sie entstammen dem Werk De Lingua Latina (Über die Lateinische Sprache) des Varro, 116 bis 27 v. Chr., den Werken Ciceros, 106 bis 43 v. Chr., De Officiis (Vom pflichtgemäßen Handeln), De Re Publica (Über den Staat), De Legibus (Über die Gesetze) und der Verteidigungsrede für Milo – Pro Milone, sowie den Briefen an Lucilius – Epistulae morales ad Lucilium von Seneca, ca. 1 v. Chr. bis 65 n. Chr., dem Philosophen und Erzieher Neros, und den Saturnalien – Saturnalia des Macrobius, 385/390 bis ca. 430 n. Chr., der als Kommentator des Somnium Scipionis von Ciceros Schrift De re publica bekannt ist. Polnischen Ursprungs sind nur zwei Inschriften. Die eine greift auf eine Inschrift zurück, die bereits in den Gerichten des alten Polens zu lesen war und an den Psalm 75,3 des Alten Testaments angelehnt ist, die andere ist aus dem Jedlno-Krakau-Privileg, der sogenannten polnischen „Magna Charta“, die 1433 von König Władysław II. Jagiełło bestätigt wurde.

## Das Auswahlgremium
Ausgewählt und ins Polnische übersetzt wurden die 86 Sentenzen von einem Team unter Vorsitz des Juraprofessors Witold Wołodkiewicz, zu dessen Spezialgebieten das römische Recht und dessen Einfluss auf die Entwicklung der europäischen Rechtskultur sowie Rechtsgeschichte und Rechtsvergleich gehören.

## Die lateinischen Sentenzen mit Quellenangabe samt dt. Übersetzung
Wortlaut und Reihenfolge der lateinischen Inschriften werden im Folgenden aufgeführt, wie es von W. Wołodkiewicz für das Oberste Gericht in Warschau vorgegeben wurde, danach folgt die Übersetzung ins Deutsche.
1. Qui munus publice mandatum accepta pecunia ruperunt, crimine repetundarum postulantur (D. 48.11.9) – Wer das ihm übertragene öffentliche Amt durch Annahme von Geldgeschenken missbraucht, wird wegen Bestechung gerichtlich belangt
2. Minime sunt mutanda, quae interpretationem certam semper habuerunt (D. 1.3.23) – Keineswegs darf man ändern, was stets eine bestimmte Auslegung gehabt hat
3. Qui non facit quod facere debet, videtur facere adversus ea, quia non facit (D. 50.17.23) – Wer das Gebotene unterlässt, gilt als einer, der entgegen dem Gebotenen handelt, weil er nicht handelt
4. Ubi eadem legis ratio, ibi eadem legis, dispositio (ad D. 9.2.32 pr) – Wo der Grundgedanke des Gesetzes gleich ist, ist auch die Anordnung des Gesetzes gleich
5. Ius publicum privatorum pactis mutari non potest (D. 2.14.38) – Das öffentliche Recht kann durch Verträge von Privatpersonen nicht geändert werden
6. Non ex regula ius sumatur, sed ex iure quod est regula fiat (D. 50.17.1) – Das Recht soll nicht aus der Regel abgeleitet werden, sondern umgekehrt die Regel aus dem Recht
7. In legibus magis simplicitas quam difficultas placet (I. 2.23.7) – Bei der Formulierung der Gesetze findet eher die einfache als die schwierige Anklang
8. Optima est legum interpres consuetudo (D. 1.3.37) – Die beste Interpretin der Gesetze ist die Gewohnheit
9. Ius civile vigilantibus scriptum est (D. 42.8.24) – Das Recht der (römischen) Bürger ist für die Wachsamen geschrieben
10. Leges ab omnibus intellegi debent (C. 1.14.9) – Gesetze müssen von allen verstanden werden
11. Scire leges non hoc est verba earum tenere, sed vim ac potestatem (D. 1.3.17) – Die Gesetze zu kennen heißt nicht, sich an ihren Wortlaut zu halten, sondern an ihren Sinn und ihre Bedeutung
12. Placuit in omnibus rebus praecipuam esse iustitiae aequitatisque quam stricti iuris rationem (C. 3.1.8) – Man hat für gut empfunden, dass in allen Fällen die Rücksicht auf Gerechtigkeit und Angemessenheit höher steht als die Rücksicht auf das strikte Recht
13. Non omnis vox iudicis iudicati continet auctoritatem (C. 7.45.7 pr.) – Nicht jedes gesprochene Wort des Richters hat die Autorität einer gerichtlichen Entscheidung
14. Advocatorum error litigatoribus non noceat (C. 2.9.3 pr.) – Ein Irrtum der Anwälte soll den Streitparteien nicht schaden
15. Incivile est nisi tota lege perspecta una aliqua particula eius proposita iudicare vel respondere (D. 1.3.24) – Nicht dem Recht gemäß ist es, ein Urteil zu sprechen oder einen richterlichen Bescheid zu geben, wenn man nur irgendein kleines Detail zugrunde legt, ohne das Gesetz als Ganzes zu berücksichtigen
16. Iura non in singulas personas, sed generaliter constituuntur (D. 1.3.8) – Rechtsbestimmungen werden nicht für einzelne Personen, sondern für die Allgemeinheit verfasst
17. Omnis definitio in iure civili periculosa est: parum est enim, ut non subverti posset  (D. 50.17.202) – Jede Definition des für römische Bürger geltenden Rechts ist gefährlich: selten nämlich ist sie unwiderlegbar
18. Satius enim esse impunitum relinqui facinus nocentis quam innocentem damnari (D. 48.19.5 pr.) – Es ist nämlich besser, dass das Verbrechen eines Täters ungestraft bleibt als dass ein Unschuldiger verurteilt wird
19. Nullus videtur dolo facere, qui iure suo utitur (D. 50.17.55) – Wer von seinem Recht Gebrauch macht, gilt nicht als jemand, der arglistig handelt
20. Nemo enim in persequendo deteriorem causam, sed meliorem facit (D. 50.17.87) – Durch Strafverfolgung macht jeder niemand einen Fall nicht schlimmer, sondern besser
21. Iuris prudentia est divinarum atque humanarum rerum notitia, iusti atque iniusti scientia (D. 1.1.10.2) – Rechtswissenschaft ist die Kenntnis der menschlichen und göttlichen Dinge, die Wissenschaft vom Gerechten und Ungerechten
22. Dolum malum facit qui ex aliena iactura lucrum quaerit (D. 14.3.17.4) – Arglistig handelt, wer aus fremdem Verlust Gewinn macht
23. Is damnum dat, qui iubet dare (D. 50.17.169) – Derjenige fügt den Schaden zu, der dessen Ausführung anordnet
24. Nam hoc natura aequum est neminem cum alterius detrimento fieri locupletiorem (D. 12.6.14) – Denn dies ist von Natur aus gerecht und billig, dass keiner sich zum Nachteil eines Mitmenschen bereichert
25. Nulla pactione effici potest, ne dolus praestetur (D. 2.14.27.3) – Vertraglich kann nicht erreicht werden, dass für eine List nicht gehaftet wird
26. Reformatio in peius iudici appellato non licet (D. 49.1.1 pr) – Einem Richter, den man (zwecks Berufung) angerufen hat, ist eine Urteilsänderung zum Schlechteren nicht erlaubt
27. Nemo auditur propriam turpitudinem allegans (ad C. 7.8.5) – Niemand wird Gehör geschenkt, der sich auf sein eigenes schändliches Handeln beruft
28. Cogitationis poenam nemo patitur (D. 48.19.18) – Niemand wird für den bloßen Gedanken bestraft
29. Dolus non praesumitur (D. 22.3.18.1) – Von Arglist wird nicht ausgegangen
30. Iustitias vestras iudicabo (napis na ścianie trybunałów w dawnej Polsce – eine Inschrift in den Gerichten des alten Polen) – Ich werde eure Gerechtigkeit richten[2]
31. Neminem captivabimus nisi iure victum (na podstawie przywilejów Władysława Jagiełły z lat 1430-33 – basierend auf dem Privileg des Władysław Jagiełło)[3] – Niemanden werden wir gefangen setzen, es sei denn er ist vom Gericht überführt
32. Cessante ratione legis, cessat ipsa lex (ad D. 35.1.72.6) – Fällt der Sinn eines Gesetzes weg, so fällt das Gesetz selbst weg
33. Cum in verbis nulla ambiguitas est, non debet admitti voluntatis quaestio (D. 32.25.1) – Wenn die Worte unzweideutig sind, darf nach dem Gemeinten nicht gefragt werden
34. Male nostro iure uti non debemus (Gaius 1.53) – Wir dürfen unser Recht nicht missbrauchen
35. Ius est ars boni et aequi (D. 1.1.1 pr.) – Das Recht ist die Kunst des Guten und Angemessenen
36. Non exemplis, sed legibus iudicandum est (C. 7.45.13) – Nicht anhand von Beispielen, sondern nach Gesetzen ist ein Urteil zu fällen
37. Nulla poena sine lege (D. 50.16.131.1) – Keine Strafe ohne Gesetz
38. Quod ad ius naturale attinet, omnes homines aequales sunt (D. 50.17.32) – Nach dem Naturrecht sind alle Menschen gleich
39. Delicta parentium liberis non nocent (ad C. 6.7.2 pr) – Verbrechen, die die Eltern begangen haben, gereichen den Kindern nicht zum Nachteil
40. Nulla iniuria est, quae in volentem fiat (D. 47.10.1.5) – Kein Unrecht ist, das an jemanden mit dessen Einwilligung geschieht
41. Dura lex, sed lex (ad D. 40.9.12.1) – Das Gesetz ist hart, aber es ist das Gesetz
42. Quod omnes similiter tangit, ab omnibus comprobetur (C. 5.59.5.2) – Was alle in ähnlicher Weise angeht, bedarf der Zustimmung von allen
43. Summum ius summa iniuria (Cicero, de off. 1.33) – Das höchste Recht kann zur höchsten Ungerechtigkeit werden (durch allzu spitzfindige, aber arglistige Auslegung des Rechts)
44. Alienus dolus nocere alteri non debet (D.44.4.11 pr.) – Fremde Arglist darf einem anderen nicht schaden
45. Res iudicata pro veritate accipitur  (D. 50.17.207) – Ein rechtskräftiges Urteil gilt als Wahrheit
46. Legem brevem esse oportet (Seneca, ep. 94.38) – Ein Gesetz soll kurz sein
47. In omnibus quidem, maxime tamen in iure aequitas spectanda sit (D. 50.17.90) – Gewiss ist in allem auf Gerechtigkeit zu achten, vorrangig jedoch beim Recht
48. Vanae voces populi non sunt audiendae (C. 9.47.12) – Auf die unzuverlässigen Stimmen des Volkes darf man nicht hören
49. Iustitia est constans et perpetua voluntas ius suum cuique tribuendi  (D. 1.1.10 pr.) – Gerechtigkeit ist der beständige und nachhaltige Wille jedem sein Recht zu gewähren
50. Non omne quod licet honestum est (D. 50.17.144 pr.) – Nicht alles, was erlaubt ist, ist ehrenhaft
51. Leges bonae ex malis moribus procreantur  (Macrobius sat. 3.17.10) – Gute Gesetze erwachsen aus schlechten Sitten
52. Quid est enim civitas nisi iuris societas civium (Cicero, de re publ. 1.49) – Was ist ein Staat nämlich anderes als eine Rechtsgemeinschaft von Bürgern
53. Legem bonam a mala nulla alia nisi naturae norma dividere possumus (Cicero, de leg. 1.44) – Ein gutes Gesetz können wir von einem schlechten nur unterscheiden, wenn wir den Maßstab der Natur anlegen
54. Vim vi repellere licet  (D. 43.16.1.27) – Gewalt darf mit Gewalt abgewehrt werden
55. Silent leges inter arma (Cicero, pro Mil. 4.11) – Gesetze schweigen unter Waffen
56. Onus est honos qui sustinet rem publicam (Varro, de l. 5.73) – Beschwer ist die Ehr‘, die den Staat trägt
57. Libertas inaestimabilis res est (D. 50.17.106) – Freiheit ist ein unschätzbares Gut
58. Cedant arma togae (Cicero, de off. 1.77) – Die Waffen mögen (dem Friedensgewand) der Toga weichen
59. Salus populi suprema lex esto (Cicero, de leg. 3.8) – Das Wohl des Volkes soll das oberste Gesetz sein
60. Hominum causa omne ius constitutum sit (D. 1.5.2) – Um der Menschen willen soll das ganze Recht festgeschrieben sein
61. Pacta sunt servanda (ad D. 2.14.7.7) – Verträge sind einzuhalten
62. Nostrum est iudicare secundum allegata et probata (ad D.1.18.6.1) – Es ist unsere Aufgabe, nach dem Vorgebrachten und Bewiesenen zu urteilen
63. Lex retro non agit (ad C. 1.14.7) – Das Gesetz gilt nicht rückwirkend
64. Quod initio vitiosum est, non potest tractu temporis convalescere (D. 50.17.29) – Was von Anfang an fehlerhaft ist, kann nicht durch Zeitablauf geheilt werden
65. In testamentis plenius voluntates testantium interpretamur (D. 50.17.12) – In Testamenten verstehen wir den Willen der Erblasser ziemlich umfassend
66. Nemo est iudex in propria causa (ad C. 3.5.1) – Keiner ist Richter in eigener Sache
67. Nemo plus iuris ad alium transferre potest quam ipse habet (D. 50.17.54) – Niemand kann mehr Rechte auf einen anderen übertragen als er selbst hat
68. In dubio pro reo (ad D .50.17.125) – Im Zweifel für den Angeklagten
69. Secundum naturam est commoda cuiusque rei eum sequi, quem sequuntur incommoda (D. 50.17.10) – Es ist natürlich, dass die Vorteile jeder Sache denjenigen treffen, der die Nachteile hat.
70. Ambulatoria est voluntas defuncti usque ad vitae supremum exitum (D. 34.4.4) – Wandelbar ist der Wille des Menschen bis zum letzten Augenblick seines Lebens
71. Ne quis absens puniatur (D. 48.17.1 pr) – Keiner soll in Abwesenheit bestraft werden
72. Reus excipiendo fit actor (D. 44.1.1) – Wenn der Beklagte Einwendungen vorbringt, wird er Kläger
73. Libera matrimonia esse antiquitus placuit (C. 8.38.2) – Ehen sollen frei sein, wie es seit alters anerkannt ist
74. Ne eat iudex ultra petita partium (ad D. 10.3.18) – Der Richter soll nicht über das, was die Parteien beantragt haben, hinausgehen
75. Nullus idoneus testis in re sua intellegitur (D. 22.5.10) – Niemand wird in eigener Sache als geeigneter Zeuge gesehen
76. Venire contra factum proprium nemini licet (ad D. 1.7.25) – Niemandem ist es gestattet, in Widerspruch zum eigenen (früheren) Verhalten aufzutreten
77. Prior tempore potior iure (C. 8.17.3) – Je früher in der Zeit, desto stärker im Recht
78. Sententia facit ius inter partes (ad D.5.2.17.1) – Das Urteil schafft Recht unter Parteien
79. Ei incumbit probatio qui dicit non qui negat (D.22.3.2) – Die Beweisführung obliegt dem, der etwas behauptet, und nicht dem, der etwas bestreitet
80. Bis de eadem re ne sit actio (ad Gaium 4.107) – Zweimal soll über dieselbe Sache kein Verfahren stattfinden
81. Actor rei forum sequitur (C. 3.19.3) – Der Kläger geht vor das für den Beklagten zuständige Gericht
82. Impossibilium nulla obligatio est (D. 50.17.185) – Zu Unmöglichem besteht keine Verpflichtung
83. Si in ius vocat, ito (Ustawa XII tablic – Zwölftafelgesetz) – Wenn der Kläger vor Gericht ruft, soll der Beklagte gehen
84. Ignorantia iuris nocet, ignorantia facti non nocet (ad D. 22.6.9 pr) – Unkenntnis in rechtlichen Dingen schadet, Unkenntnis des Tatbestandes schadet nicht
85. Lex posterior derogat legi priori (ad D. 1.4.4) – Das jüngere Gesetz hebt das ältere auf
86. Favorabiliores rei potius quam actores habentur (D. 50.17.125) – Dem Beklagten muss man eher gewogen sein als dem Kläger

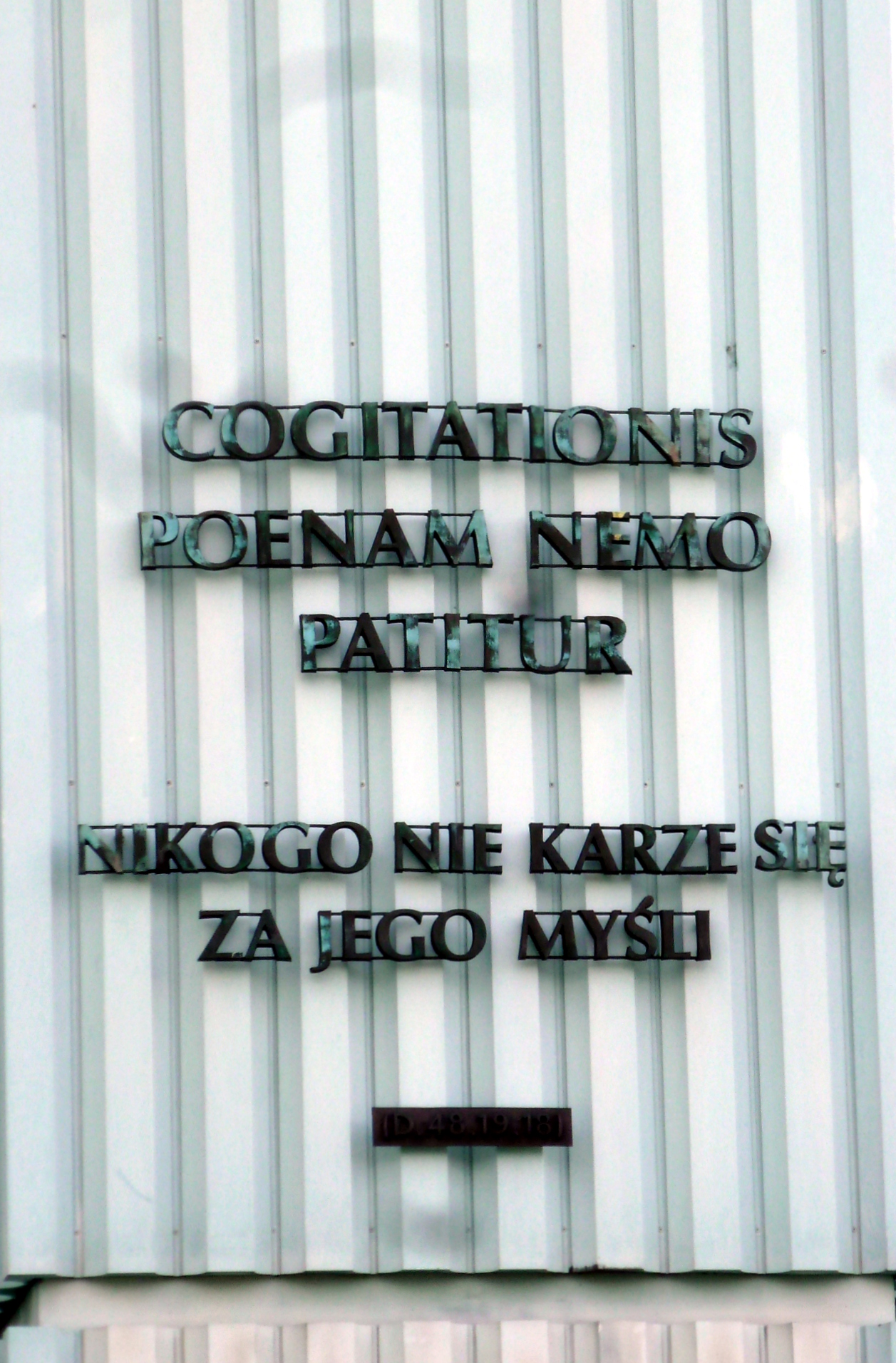
Inschrift 28
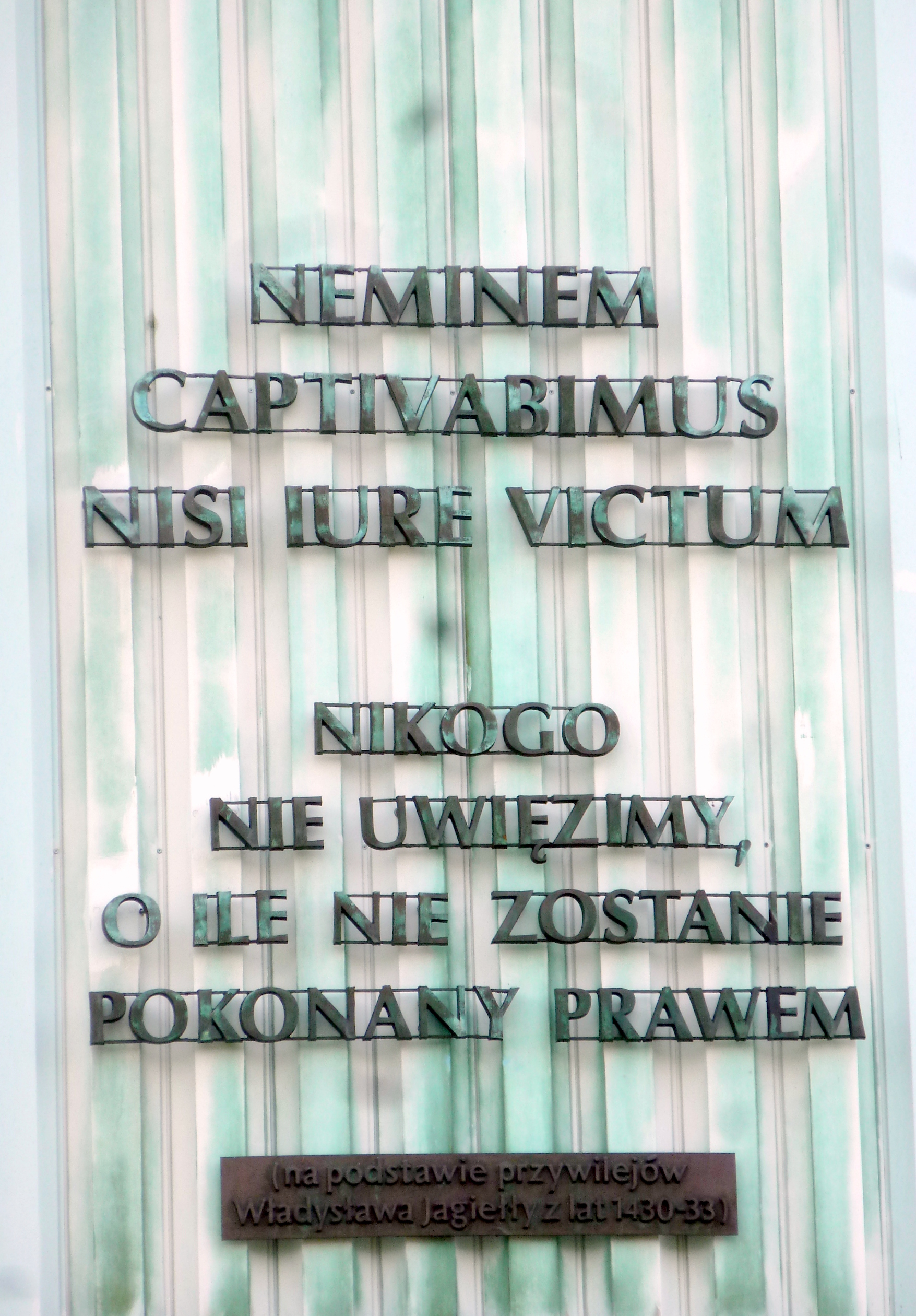
Inschrift 31
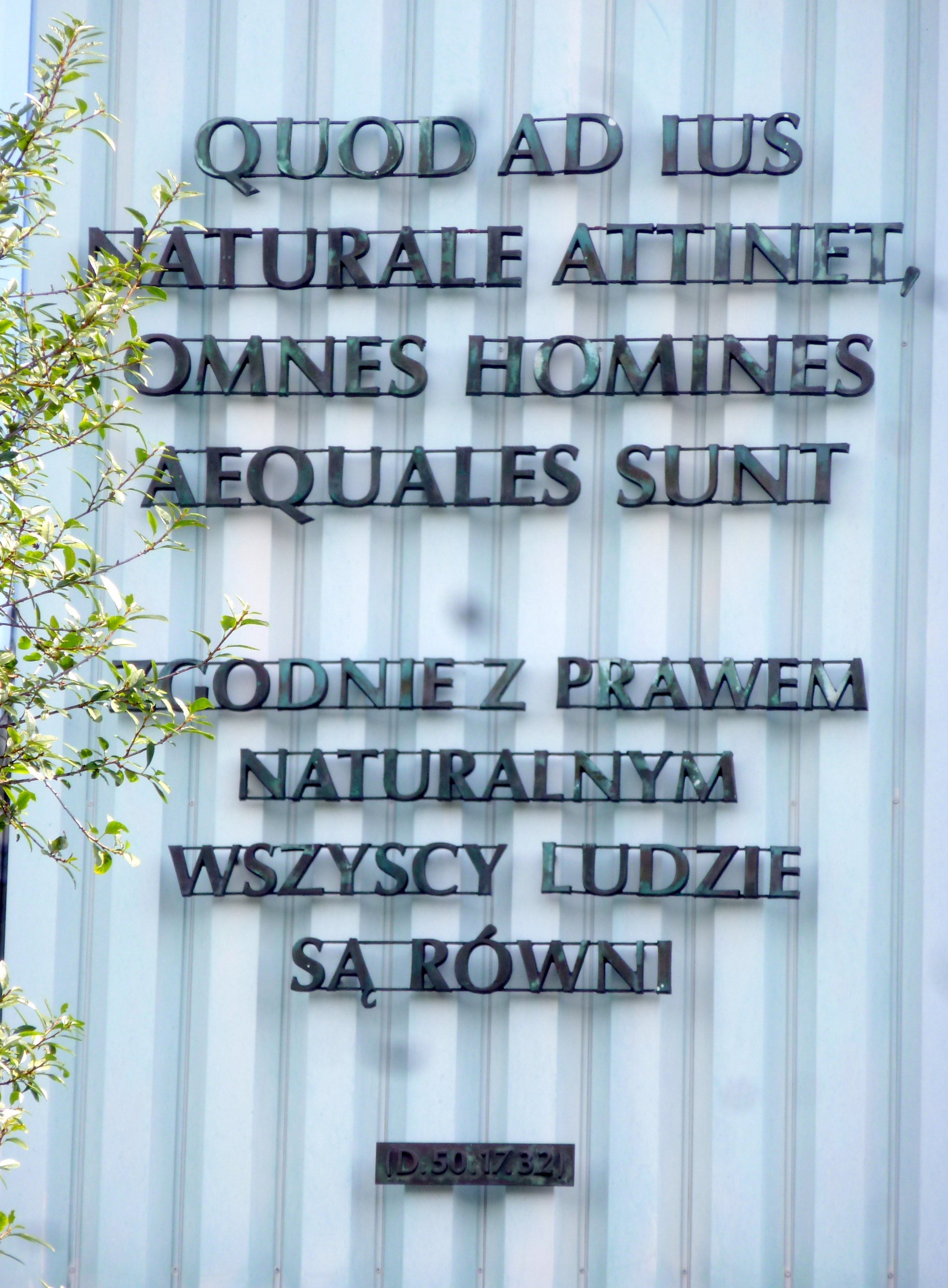
Inschrift 38
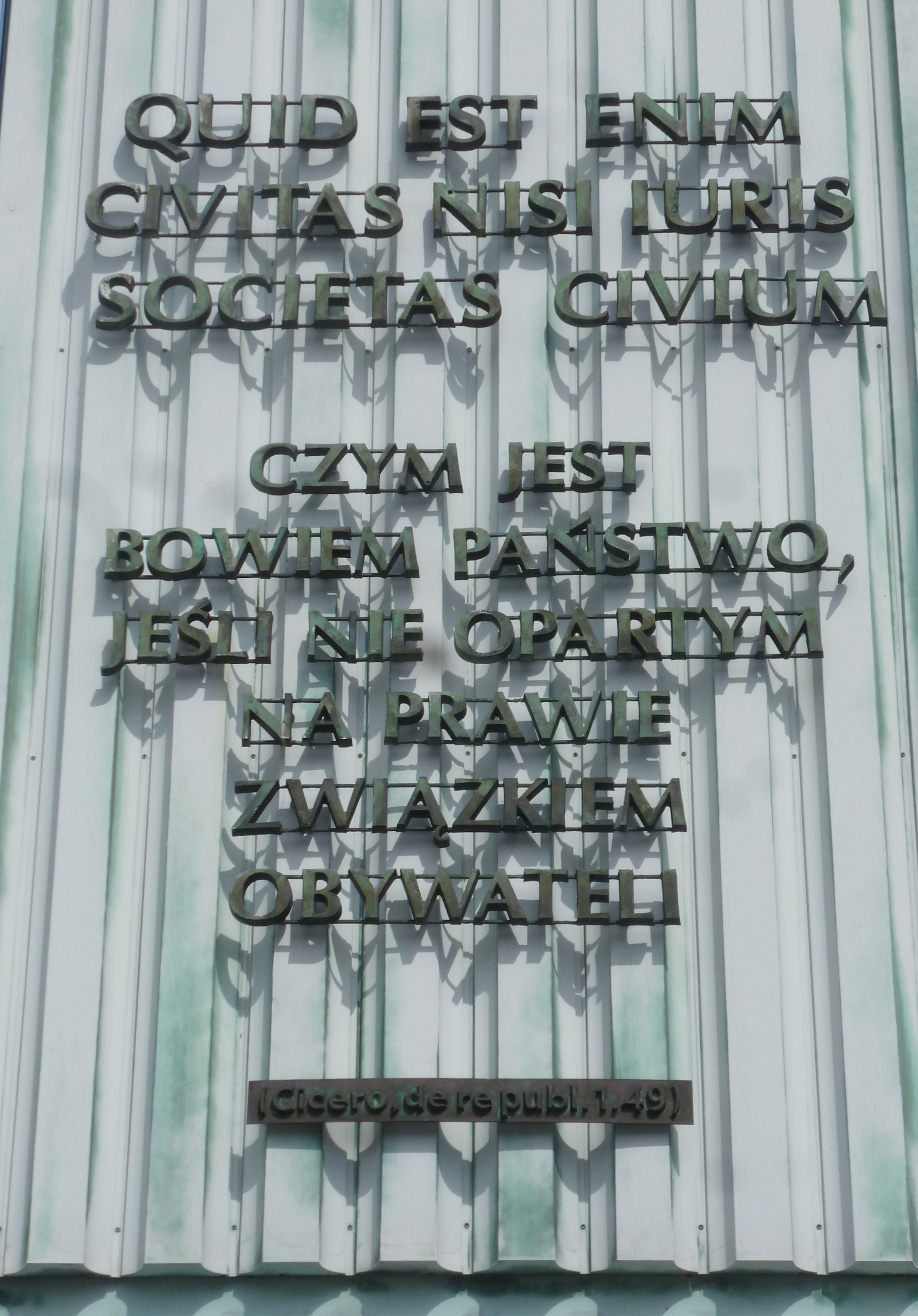
Inschrift 52
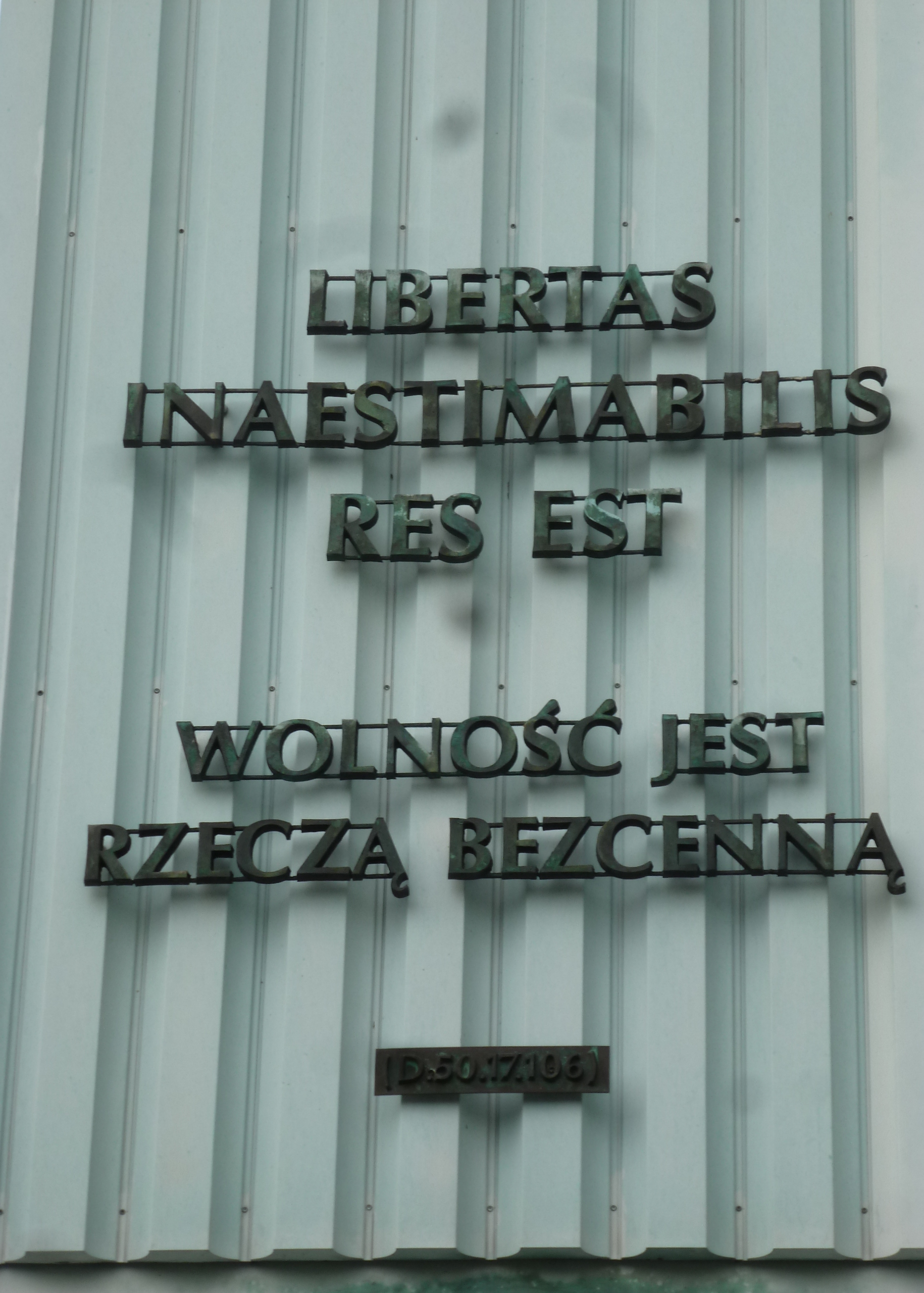
Inschrift 57

## Aussage und Wirkung

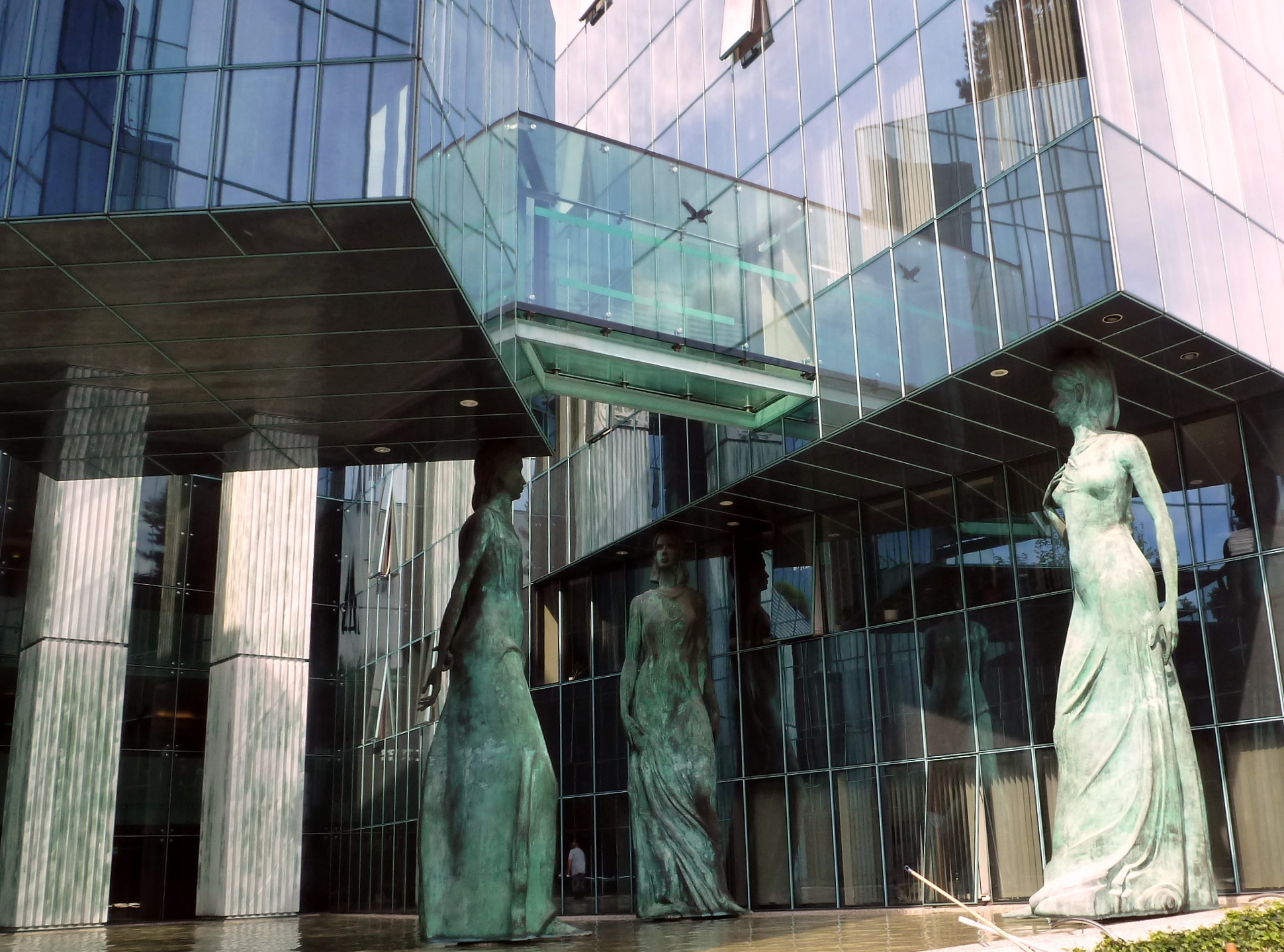
Die Karyatiden an der Ostseite des Obersten Gerichts in Warschau

Die 86 lateinischen Sentenzen am Gebäude des Obersten Gerichts in Polen sind ein ehernes Dokument einer Auswahl von römischen Rechtsquellen und bedeutsamen Aussagen zu Recht und Gesetz. Die angefügte Übersetzung ins Polnische, in ebenso großen Lettern wie die lateinische Fassung, macht sie für jeden Bürger verständlich. Nicht zufällig befinden sich die Inschriften, die die eigene Rechtskultur bezeugen, beim Haupteingang im Westen, und nicht unabsichtlich korrespondieren sie auf der Ostseite des Gebäudekomplexes mit drei Karyatiden, die Glaube, Hoffnung und Liebe symbolisieren. Durch die exponierte Platzierung der Inschriften auf kannelierten Stützpfeilern vor der gläsernen Außenfassade des Gebäudes gewinnt man zudem den Eindruck, dass mehr als Respekt vor dem juristischen Nachlass der Römer und der Rechtstradition ausgedrückt wird. Den Zitaten scheint eine symbolische Aussagekraft zuzukommen. Während das römische Recht in der Zeit des Sozialismus fast irrelevant geworden war, wird es hier geradezu bildhaft als juristische Stütze des gegenwärtigen Polen sichtbar und begreifbar. Nach Szczygielski wirkt es auch heute inhaltlich weiter und trägt als gemeinsame Basis europäischen Rechts dazu bei, das neuzeitliche Recht in Polen zu stärken, wie er in seiner Abhandlung „Latin Legal Maxims in the Judgments of the Constitutional Tribunal in Poland“ nachweist.